# Rio Giful
O Rio Giful é um rio da Romênia, afluente do Prundu Lănciţei, localizado no distrito de Hunedoara.